# Baszszar Murad
Baszszar Murad (arab. ‏بشار مراد‎, ur. 7 lutego 1993 w Jerozolimie) – palestyński piosenkarz, kompozytor, autor piosenek, reżyser i działacz społeczny.
Jako profesjonalny reżyser, tworzy on również efekty wizualne i oryginalne teledyski do swoich utworów. Jego prace filmowe publikowano na łamach takich serwisów jak: CBC/Radio-Canada, The Globe and Mail, BBC, Teen Vogue, czy National Public Radio.

## Życiorys

### Wczesne życie
Urodził się we wschodniej Jerozolimie, gdzie również dorastał. Jest synem Sa’ida Murada, założyciela grupy muzycznej Sabrin, która miała na celu odzwierciedlenie rzeczywistości humanitarnej i kulturowej w Palestynie, łącząc muzykę lokalną z gatunkami muzyki popularnej na zachodzie; jego styczność z muzyką od młodego wieku pomagała mu w przezwyciężeniu presji związanej z życiem w terytorium okupowanym przez Izrael. Jako nastolatek nauczył się gry na pianinie.
Początkowo podczas nauki w amerykańskiej szkole średniej im. Walwortha Barboura w Jerozolimie tworzył wyłącznie w języku angielskim.

### Kariera muzyczna
Karierę muzyczną rozpoczął w 2015 roku, a rok później wyprowadził się do Stanów Zjednoczonych w celu studiowania na Bridgewater College w Wirginii. Po powrocie do Palestyny zaczął tworzyć również w rodzimym języku arabskim i opowiadać o sytuacji politycznej swojego kraju.
W 2009 roku zaczął publikować covery popularnych piosenek na swoim kanale w serwisie YouTube, dodając przy tym do nich elementy muzyki bliskowschodniej. Przez jeden rok uczył się w Rimon School of Jazz and Contemporary Music w Ramat ha-Szaronie. W 2018 roku Organizacja Narodów Zjednoczonych zleciła mu napisanie piosenki i wideoklipu na potrzeby promocji regionalnego programu „Mężczyźni i kobiety na rzecz równości płci”. Utwór ten nosi tytuł „Ana zalameh (I Am A Man)” i opowiada o percepcji toksycznej męskości przez 10-letniego chłopca. W następstwie kontrowersyjnego gestu islandzkiego zespołu Hatari, który pokazał szarfy w barwach narodowych Palestyny podczas oczekiwania na wyniki głosowania w finale podczas 64. Konkursu Piosenki Eurowizji (2019) zorganizowanego w Izraelu, wylansował ich wspólny utwór „Klefi / Samed”. W 2021 roku wydał EP-kę Maschara, poświęconą jerozolimskiej dzielnicy Asz-Szajch Dżarrah, w której się wychował. W 2022 roku z kontrowersyjnym odbiorem mediów spotkało się odwołanie koncertu Murada przez władze miasta Ramallah z powodu jego orientacji seksualnej w wyniku protestów społeczności młodych mężczyzn, którzy sprzeciwili się goszczeniu homoseksualnych artystów w mieście.
Na początku 2024 roku wydał swoją drugą EP-kę pt. Nafas, opowiadającą o tematach takich jak: oczekiwania społeczne i ich efekt, determinacja do osiągnięcia samoakceptacji i życie pod okupacją. W tym samym roku z utworem „Wild West” (isl. „Vestrið villt”) został ogłoszony uczestnikiem Söngvakeppnin, islandzkich preselekcji do 68. Konkursu Piosenki Eurowizji w Malmö. Zakwalifikował się do finału programu, w którym ostatecznie zajął 2. miejsce.

## Życie prywatne
Jest gejem, wyraził chęć walki o równość orientacji seksualnych w swojej ojczyźnie oraz we wszystkich krajach arabskich.